# 조엘 슈매커
조엘 T. 슈매커(영어: Joel Schumacher 조엘 슈마커[*], 영어 발음: /ʃuːmɑːkər/, 1939년 8월 29일 ~ 2020년 6월 22일)는 미국의 영화 감독이다.

## 연출작
- 유혹의 선(1990)
- 의뢰인(1994)
- 배트맨 포에버(1995)
- 타임 투 킬(1996)
- 배트맨과 로빈(1997)
- 폰 부스(2002)
- 오페라의 유령(2004)
- 넘버 23(2007)